# Jancsó Endre
Jancsó Endre (1906 – ?) magyar mérnök, repülőgép-konstruktőr, pilóta, a magyar repülés hőskorának egyik kiemelkedő alakja.

## Életpálya
A Műegyetemi Sportrepülő Egyesület (MSrE) vitorlázó csoportjában kezdte pályafutását. Mérnöki lelkesedését Rubik Ernő és Szegedi József munkássága biztatta.
1936-ban az egyesület megvásárolta a német Bussard gép terveit. Tanulmányozása során megállapították, hogy egy elavult gépdokumentációt vettek. Jancsó és Szokolay András a tervek és az elkészült alkatrészek felhasználásával új tervet készítettek. Az M–22 névre keresztelt könnyűszerkezetű gép, az újszerű főtartó csatlakozása gyors szerelést tett lehetővé. Számos kiemelkedő távolsági teljesítményt repültek sportrepülőink az M–22-vel. 1940-es év közepéig nagyobb példányszámban épült a magyar repülő-egyesületek részére. Egy példányát Egyiptom is megvásárolta. Tervező munkáját Szegedi Józseffel folytatta. Az MSrE műhelyében megépült az M–24, alsó fedeles, kétüléses, bevonható futóműves túrarepülőgép. Eredetileg a New York-i világkiállításra készült. Súlycsoportjában több kategóriacsúcsot felállított. 1942-ben készült az egymás melletti üléssel ellátott EM–29 (Nebuló) iskolagép.
Továbbfejlesztett változatát az EMESE Kísérleti Repülőgépgyár építette. Az alsószárnyas, egymás melletti üléses futár- és gyakorló repülőgép, az EM–29 (más jelzéssel M–29) volt. A 77 kW-os MÁVAG-Hirth HM–504–A2 motorral felszerelt gépekből 1943 végéig 25 darabot gyártottak a MÁVAG repülőgépgyárban.
Az EMESE repülőgépgyár második típusa a szintén Szegedi – Jancsó által tervezett, 176 kW-os Argus As 10/C motorral felszerelt EM–27 (más jelzéssel M–27) kétüléses katonai gyakorló repülőgép volt. A Ferihegyet ért bombatámadások miatt a gyár egyre nehezebb helyzetbe került, így az EM–27 sorozatgyártására már nem kerülhetett sor.
Rubik Ernő távozása után a Műegyetemi Sportrepülő Egyesület tervező irodájának vezetője lett.